# Georg Aumeier
Georg Aumeier (* 14. November 1895 in Amberg; † unbekannt) war ein deutscher SS-Führer.

## Leben
Aumeier besuchte die Volksschule und das Gymnasium und war anschließend in der Textilindustrie tätig. Von 1914 bis 1918 nahm er am Ersten Weltkrieg teil, aus dem er zu 60 % schwerbeschädigt zurückkehrte. 1922 wurde er Mitglied der SA und nahm 1923 am Hitlerputsch in München teil, wofür ihm später der Blutorden verliehen wurde (Verleihungsnummer Nr. 586). 1926 verließ er die SA und trat zum 5. März desselben Jahres der NSDAP bei (Mitgliedsnummer 33.027). 1928 wurde er außerdem Mitglied der SS (SS-Nummer 1.237). Am 1. Juli 1930 wurde er zum SS-Standartenführer und anlässlich des 1. Jahrestages der Machtübergabe am 30. Januar 1934 zum SS-Oberführer befördert. Als solcher war er im Stab des Reichsführers SS tätig, wo er u. a. die Kartothekabteilung leitete.
Ab dem 8. Dezember 1939 wurde Aumeier vorübergehend in den SS-Oberabschnitt Süd versetzt. Danach diente er weiterhin als Führer im SS-Wirtschafts- und Verwaltungshauptamt. Am 16. August 1944 trat Aumeier mit Wirkung vom 1. November 1944 in den Ruhestand.

## Ehrungen
- Träger des Blutordens (Verleihungsnummer Nr. 586)
- Goldenes Ehrenzeichen der NSDAP